# Орден Божьей Помощи
Орден Наср (Орден Божьей Помощи, перс. نشان نصر‎, англ. Order of Nasr) военная награда Исламской Республики Иран, которая вручается с 27 сентября 1989 года Верховным главнокомандующим за выдающийся вклад в развитие Вооружённых сил Ирана.

## Статут награды
Орден имеет три класса: 1-й класс вручается генералам; 2-й класс учреждён для полковников; 3-й класс для прочих офицеров.

## Награждённые
- Сейед Хасан Фирузабади, начальник Генштаба Вооружённых сил Ирана в 1989–2016[1]
- Хасан Рухани, президент Ирана в 2013–2021[1]
- Мохаммад Багери, начальник Генштаба Вооружённых сил Ирана с 2016
- Мохаммад Салими, министр обороны ИРИ в 1981–1985, командующий вооружёнными силами ИРИ в 2000–2005